# Sociedad Estadounidense de Biología Celular
La Sociedad Estadounidense de Biología Celular ( ASCB ) es una sociedad profesional fundada en 1960.
Su declaración de objetivos dice:

La ASCB es una comunidad inclusiva de biólogos que estudian la célula, la unidad fundamental de la vida. Nos dedicamos a fomentar los descubrimientos científicos, defender políticas de investigación sólidas, mejorar la educación, promover el desarrollo profesional y aumentar la diversidad en la fuerza de trabajo.

## Historia
El 6 de abril de 1959, la Academia Nacional de Ciencias de los Estados Unidos aprobó una resolución para el establecimiento de una "sociedad nacional de biología celular para actuar como representante nacional ante la Federación Internacional de Biología Celular ".
La ASCB se organizó por primera vez en una reunión ad hoc celebrada en el despacho de Keith R. Porter en la Universidad Rockefeller el 28 de mayo de 1960. En la década de 1940, Porter fue uno de los primeros científicos del mundo en utilizar la entonces revolucionaria técnica de la microscopía electrónica (ME) para revelar la estructura interna de las células. Otros de los primeros líderes del ASCB -George Palade, Don Fawcett, Hewson Swift, Arthur Solomon y Hans Ris- también fueron pioneros de la ME. A todos ellos les preocupaba que las sociedades científicas y las revistas de biología existentes no fueran receptivas a este campo emergente que estudiaba la célula como unidad fundamental de la vida.
La ASCB se constituyó legalmente en el estado de Nueva York el 31 de julio de 1961. Se hizo un llamamiento a la afiliación y se consiguieron los primeros 480 miembros de la ASCB. La primera Reunión Anual de la ASCB se celebró del 2 al 4 de noviembre de 1961 en Chicago, donde 844 asistentes se reunieron durante tres días de conferencias, diapositivas y películas que mostraban la estructura celular. Se leyeron los resultados de una votación por correo y Fawcett fue declarado primer presidente de la ASCB.
La ASCB no se quedó en una sociedad de microscopía electrónica. Las nuevas tecnologías y los nuevos descubrimientos en biología molecular, genética, bioquímica y microscopía óptica ampliaron rápidamente el campo. La biología celular no ha dejado de expandirse desde entonces, ampliando su impacto en la medicina clínica y la farmacología al tiempo que aprovecha las nuevas tecnologías de la bioingeniería, la obtención de imágenes de alta resolución, el tratamiento masivo de datos y la secuenciación genómica.
En 1963, el número de miembros ascendía a 9.000 científicos. En 2008, la ASCB contaba con 11.000 miembros en todo el mundo. En la actualidad, el 25% de los miembros de la ASCB trabajan fuera de Estados Unidos. Las reuniones anuales atraen a más de 5.000 personas. Desde 1960, 32 antiguos o actuales miembros de la ASCB han ganado el Premio Nobel de Medicina o Química.

## Publicaciones
Publicaciones impresas:
- Biología molecular de la célula: revista en línea de informes de investigación y ensayos publicados 24 veces al año.
- CBE- Educación en Ciencias de la Vida: revista en línea revisada por expertos sobre investigación y prácticas basadas en pruebas en la enseñanza de las ciencias de la vida.
- Boletín de la ASCB: boletín bimensual en línea de la ASCB que pone al día a los miembros y responsables políticos sobre temas, políticas públicas, programas y eventos de la sociedad, subvenciones, consejos profesionales, etc.[6]

Publicación en línea:
- The ASCB Post : lo último en noticias científicas, ideas y blogs.[7]

## Reunión anual
La reunión anual de la ASCB, que suele celebrarse durante las dos primeras semanas de diciembre, congrega a científicos del campo de la biología celular para poner de relieve las últimas investigaciones, técnicas, productos y servicios, proporcionando un lugar para establecer contactos y asesoramiento profesional, ofreciendo enfoques educativos probados en investigación para profesores de secundaria y profesores que imparten clases a estudiantes universitarios, y para estimular futuros descubrimientos y colaboraciones. La ASCB también concede premios, organiza sesiones de carteles (en las que estudiantes, becarios posdoctorales y científicos independientes presentan sus investigaciones y reciben comentarios), sesiones científicas (simposios, minisimposios, grupos de trabajo, talleres, sesiones traslacionales, subgrupos de interés especial, conferencias de entrega de premios y exposiciones). Las mesas de debate científico ofrecen la oportunidad de debatir temas científicos con científicos expertos, y las mesas de debate sobre carreras profesionales ofrecen una variedad de mesas temáticas sobre carreras profesionales dirigidas por facilitadores expertos. Además, las sesiones especiales se centran en la promoción, los medios de comunicación y la divulgación pública, así como en cuestiones especiales de interés para las mujeres, las minorías, los estudiantes/científicos homosexuales, lesbianas y transexuales, los medios de comunicación, etc.
La reunión de 2012 dio lugar a la Declaración de San Francisco sobre Evaluación de la Investigación.

## Premios
- Becarios ASCB
- Medalla EB Wilson
- Conferencia de Keith R. Porter
- Mujeres en Biología Celular Premio Junior a la Excelencia en Investigación
- El Premio al Liderazgo Sénior Sandra K. Masur
- Premio ASCB a la excelencia en inclusión
- EE solo conferencia
- Papel del año de MBC[8][9]
- Premio Bruce Alberts a la excelencia en la enseñanza de las ciencias
- Premio Günter Blobel a la carrera temprana
- Premio en memoria de Merton Bernfield
- Premio Norton B. Gilula
- Premio al servicio público de la ASCB
- Premio a la Innovación en la Investigación
- Premio Innovación en Educación
- Premios Porter a la Excelencia en Investigación

## Presidentes
Las siguientes personas han sido elegidas presidente de la ASCB:
- 1962: Don W. Fawcett[11] (primer Presidente)
- 1963: Alex B. Novikoff
- 1964: Hewson Swift
- 1965: Van Potter
- 1966: David M. Prescott
- 1967: Philip Siekevitz
- 1968: Joseph G. Gall[12]
- 1969: Montrose Moses
- 1970: J. Herbert Taylor
- 1971: Saul Kit
- 1972: Daniel Mazia
- 1973: Jean-Paul Revel
- 1974: T.C. Hsu
- 1975: George Pappas
- 1976: George Palade
- 1977: Elizabeth Hay
- 1978: Keith Porter
- 1979: David Sabatini
- 1980: Bill R. Brinkley
- 1981: Helen A. Padykula
- 1982: Marilyn Farquhar
- 1983: James D. Jamieson
- 1984: Morris Karnovsky
- 1985: Daniel Branton
- 1986: Mary-Lou Pardue[13]
- 1987: Frank Ruddle
- 1988: Thomas D. Pollard
- 1989: James Spudich
- 1990: Gunter Blobel
- 1991: Marc Kirschner
- 1992: Donald Brown
- 1993: Susan Gerbi[13]
- 1994: J. Richard McIntosh
- 1995: Ursula Goodenough
- 1996: J. Michael Bishop[13]
- 1997: Mina Bissell
- 1998: Elizabeth Blackburn[13]
- 1999: Randy Schekman
- 2000: Richard Hynes
- 2001: Elaine Fuchs
- 2002: Gary Borisy
- 2003: Suzanne Pfeffer
- 2004: Harvey Lodish
- 2005: Zena Werb
- 2006: Mary Beckerle
- 2007: Bruce Alberts
- 2008: Robert D. Goldman
- 2009: Brigid Hogan
- 2010: Timothy Mitchison
- 2011: Sandra Schmid[14]
- 2012: Ronald Vale
- 2013: Don Cleveland
- 2014: Jennifer Lippincott-Schwartz
- 2015: Shirley M. Tilghman[15]
- 2016: Peter Walter[15]
- 2017: Pietro De Camilli[16]
- 2018: Jodi Nunnari
- 2019: Andrew Murray
- 2020: Eva Nogales
- 2021: Ruth Lehmann
- 2022: Martin Chalfie

## Comités
- El Comité de Educación se centra en la promoción de la educación en biología, la alfabetización científica y el desarrollo profesional en campos relacionados con la biología, honrando a los educadores con el Premio Bruce Alberts a la Excelencia en la Educación Científica, enseñando a los educadores a través de sesiones en la Reunión Anual de la ASCB, incluyendo el Foro de la Iniciativa Educativa, el Minisimposio de Educación, el Taller de Educación sobre la enseñanza de pregrado, la Educación Científica K-12 (para estudiantes y profesores de secundaria locales) y el desarrollo de carreras profesionales.
- El Comité de Finanzas y Auditoría, presidido por el tesorero, es responsable de evaluar el estado financiero de la Sociedad, revisar los gastos y recomendar los presupuestos anuales, los fondos de reserva y las inversiones. El comité consta de tres o más miembros de la Sociedad y dos miembros ex officio: el presidente y el presidente electo .
- Los principales objetivos del Comité de Asuntos Internacionales son ampliar la base de los esfuerzos internacionales de la sociedad trabajando con las sociedades nacionales de biología celular y coordinando las actividades internacionales; facilitar el intercambio entre científicos estadounidenses e internacionales; aumentar la formación y la capacidad en biología celular en todo el mundo; y aumentar el número de miembros internacionales y la satisfacción en la ASCB.
- El Comité de Afiliación, presidido por el secretario, revisa y recomienda políticas relacionadas con la retención y el crecimiento de la afiliación.
- El Comité de Asuntos de las Minorías busca apoyar significativamente a los científicos de minorías subrepresentadas en todas las etapas de su educación y carrera.
- El Comité de Programa desarrolla el programa científico para la reunión anual, que generalmente se lleva a cabo a fines del otoño o principios del invierno.
- El Comité de Información Pública promueve la educación del público lego en biología celular, directamente ya través de los medios de comunicación.
- El Comité de Política Pública informa periódicamente al Congreso y a la Administración de Estados Unidos sobre la importancia de la financiación biomédica básica y la política biomédica.
- El Comité de Estudiantes y Postdoctorales representa a los jóvenes científicos. Se dedican a proporcionar un foro para que los miembros estudiantes y postdoctorales identifiquen y traten temas esenciales para su éxito. Se esfuerzan por defender los valores y promover los objetivos de la ASCB fomentando la participación activa de los estudiantes y postdoctorandos en la comunidad científica y maximizando su eficacia.
- El principal objetivo del Comité de Mujeres en Biología Celular es proporcionar oportunidades e información útil a mujeres y hombres en el desarrollo de sus carreras en biología celular. El comité también ofrece asesoramiento para el desarrollo profesional de valor para todos los científicos biomédicos básicos.
- The Cell: An Image Library (La célula: una biblioteca de imágenes) es una completa base de datos de recursos públicos, de fácil acceso, con imágenes, vídeos y animaciones de células de diversos organismos, que muestra también sus componentes y funciones. La base de datos hará avanzar la investigación sobre la actividad celular con el objetivo último de mejorar la salud humana.

## Declaración de San Francisco sobre Evaluación de la Investigación
En la reunión de la Sociedad Americana de Biología Celular celebrada en San Francisco en 2012, los científicos elaboraron la Declaración sobre la Evaluación de la Investigación, que pide que la producción científica se mida con precisión y se evalúe con sensatez
También pide a científicos e instituciones que reevalúen el uso del factor de impacto para evaluar los esfuerzos científicos individuales.